# 胡安吉列爾莫斯島
胡安吉列爾莫斯島是智利的島嶼，位於該國南部太平洋海域，由麥哲倫-智利南極大區負責管轄，屬於阿德萊達皇后群島的一部分，長13英里、寬4英里，面積393平方公里。